# Fyllis
Fyllis (gr. Φυλλίς, Phyllís, łac. Phyllis) – w mitologii greckiej królewna tracka, córka króla o imieniu Fyleus, Kiasos albo Lykurgos, będącego synem Telosa bądź Dryasa.
Ojciec Fyllis rządził krainą położoną w Tracji, u wybrzeża – tam, gdzie do morza uchodzi Strymon. Przybił tam wracający z wojny trojańskiej syn Tezeusza – mógł być to Akamas lub Demofont (tutaj także nie ma jednej wiążącej wersji). Fyllis zakochała się w przyjezdnym królewiczu. Doszło do małżeństwa bądź, w innej wersji, do obietnicy ślubu. Niektóre przekazy przypisują Fyllis i Demofontowi dwoje dzieci o imionach Akamas i Amfipolis. Syn Tezeusza musiał wracać do swych rodzinnych Aten. Fyllis pogodziła się z wyjazdem królewicza i podczas pożegnania wręczyła mu szkatułkę, prosząc, by w żadnym razie jej nie otwierał. Mógł do niej zajrzeć tylko wtedy, gdyby już ostatecznie stracił nadzieję na możliwość powrotu do Fyllis. W środku szkatułki znajdowały się przedmioty sakralne, służące do oddawania czci Rei.
Syn Tezeusza opuścił Trację. Królewna z tęsknotą czekała na jego powrót. Dziewięć razy szła z miasta do portu, by tam wypatrywać, czy nie płynie statek z jej ukochanym. Nie doczekała się jednak. Minął dzień, w którym syn Tezeusza obiecał Fyllis, że powróci. Dziewczyna straciła nadzieję na ponowne połączenie z wybrankiem i popełniła samobójstwo przez zadzierzgnięcie. Miejscu, gdzie wyglądała statku, nadano nazwę Dziewięciu dróg.
Tymczasem Demofont czy też Akamas wcale nie udał się do swej rodzinnej Attyki. Osiedlił się na Krecie, gdzie poślubił inną dziewczynę. W dniu śmierci Fyllis podczas jazdy konnej otworzył szkatułkę od byłej ukochanej. Z wnętrza wydobyło się widmo. Jego koń przeraził się i zrzucił jeźdźca. Syn Tezeusza spadł na swój własny miecz, doznając śmiertelnych obrażeń.
Wedle innej wersji mitu Fyllis nie zmarła, ale zmieniła się w drzewo migdałowe pozbawione liści. W tej wersji Demofont wrócił do miejsca, gdzie pozostawił królewnę. Dowiedział się w Tracji o jej metamorfozie, znalazł drzewo i objął je, a wtedy wypuściło liście. Grecy tłumaczyli tak etymologię słowa „liść”. Odtąd liście zwano fylla, podczas gdy wcześniej określano je terminem petala. Jeszcze inna wersja podaje, że Fyllis jednak nie zmieniła się w drzewo, ale zmarła, a na jej grobie zasadzono drzewa, które z kolei zrzucały liście w rocznicę zgonu Fyllis.